# Франкенщайн (филм, 1994)
Вижте пояснителната страница за други значения на Франкенщайн.
„Франкенщайн“ (на английски: Frankenstein) е американски филм на ужасите от 1994 г. на режисьора Кенет Брана.

## Актьорски състав
| Актьор              | Роля                  |
| ------------------- | --------------------- |
| Робърт Де Ниро      | чудовището            |
| Кенет Брана         | Виктор Франкенщайн    |
| Том Хълс            | Хенри Клервал         |
| Хелена Бонам Картър | Елизабет              |
| Иън Холм            | барон Франкенщайн     |
| Джон Клийз          | професор Уолдман      |
| Ейдан Куин          | капитан Робърт Уолтън |

## Награди и номинации
| Категория                          | Номиниран(и)                | Резултат                |
| Оскар (27 март 1995 г.)            | Оскар (27 март 1995 г.)     | Оскар (27 март 1995 г.) |
| ---------------------------------- | --------------------------- | ----------------------- |
| Най-добър грим                     | Най-добър грим              | номинация               |
| Награда на БАФТА (1995 г.)         |                             |                         |
| Най-добри декори                   | Най-добри декори            | номинация               |
| Сатурн (26 юни 1995 г.)            |                             |                         |
| Най-добър хорър филм               | Най-добър хорър филм        | номинация               |
| Най-добър грим                     | Най-добър грим              | номинация               |
| Най-добър сценарий                 | Стеф Лейди и Франк Дарабонт | номинация               |
| Най-добра музика                   | Патрик Дойл                 | номинация               |
| Най-добър актьор                   | Кенет Брана                 | номинация               |
| Най-добра актриса                  | Хелена Бонам Картър         | номинация               |
| Най-добър актьор в поддържаща роля | Робърт Де Ниро              | номинация               |